# 阿列 (上比利牛斯省)
阿列（法語：Allier，法語發音：[alje] ⓘ）是法国上比利牛斯省的一个市镇，位于该省中部略偏北，属于塔布区。

## 地理
阿列（43°10'38"N, 0°7'21"E）面积3.69 平方千米，位于法国奧克西塔尼大區上比利牛斯省，该省份为法国西南部内陆省份，北至热尔省，西接大西洋比利牛斯省，南与西班牙接壤，东临上加龙省。
与阿列接壤的市镇（或旧市镇、城区）包括：巴尔巴藏代巴、巴尔巴藏代叙、贝尔纳克代巴、蒙蒂尼亚克、萨勒阿杜尔、昂戈。

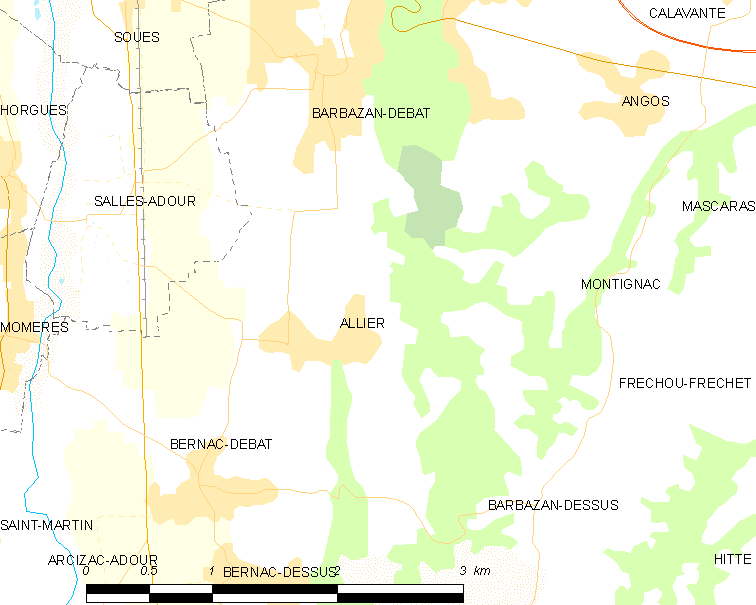
的OSM定位图

阿列的时区为UTC+01:00、UTC+02:00（夏令时）。

## 行政
阿列的邮政编码为65360，INSEE市镇编码为65005。

## 政治
阿列所属的省级选区为中阿杜尔县。

## 人口

1962-2008年间人口变化图示

阿列于2022年1月1日时的人口数量为441人。